# Conus ciderryi
Conus ciderryi is een in zee levende slakkensoort uit het geslacht Conus. De slak behoort tot de familie Conidae. Conus ciderryi werd in 1985 beschreven door da Motta. Net zoals alle soorten binnen het geslacht Conus zijn deze slakken roofzuchtig en giftig. Zij bezitten een harpoenachtige structuur waarmee ze hun prooi kunnen steken en verlammen.